# Pepe Reina
José Manuel Reina Páez (Madrid, 31 de agosto de 1982), más conocido como Pepe Reina, es un exfutbolista y entrenador español que jugaba como guardameta. Actualmente dirige al Juvenil A del Villarreal C. F.
Con la selección de España ha participado en cinco torneos internacionales: la Eurocopa 2008, en la que se proclamó campeón de Europa; la Copa FIFA Confederaciones 2009, en la que quedó en tercer lugar; la Copa Mundial de 2010, en la que se proclamó campeón del mundo, la Eurocopa 2012, en la que se volvió a proclamar campeón de Europa; y la Copa Confederaciones de Brasil 2013, en la que cayeron en la final frente a Brasil. En 2014 fue galardonado con la Medalla de Oro de la Real Orden del Mérito Deportivo, máxima distinción individual del deporte otorgada en España. Es el portero que más partidos ha estado sin encajar gol en las competiciones internacionales de clubes con 79, de 194 partidos jugados.
Su profesión viene de familia, pues su padre es el también portero Miguel Reina, el cual desarrolló toda su carrera en España.

## Trayectoria

### Inicios en Madrid y etapa en Barcelona
Comenzó a jugar en la Escuela de Fútbol Madrid Oeste de Boadilla del Monte. En 1995 pasó al fútbol base del F. C. Barcelona, club en el que su padre había desarrollado la mayor parte de su carrera profesional. Pasó por los equipos infantiles (1995-96), cadetes (1996-98) y juveniles (1998-99) hasta llegar al filial en 1999, realizando la pretemporada de ese año con el primer equipo.
La temporada 2000/01 la empezó en el filial en Segunda División B, pero las sucesivas lesiones de los dos porteros del primer equipo, Richard Dutruel y Francesc Arnau, le permitieron debutar en Primera División con tan solo dieciocho años. Fue el 2 de diciembre de 2000 en un partido ante el R. C. Celta de Vigo que finalizó con empate a tres. Reina saltó al campo en el minuto 49, en sustitución del lesionado guardameta francés.
El técnico Lorenzo Serra Ferrer le dio continuidad como titular y Reina disputó esa temporada diecinueve partidos ligueros, además de defender el arco azulgrana en la Copa de la UEFA, donde su equipo alcanzó las semifinales.
En la temporada 2001-02 perdió protagonismo tras el fichaje del internacional argentino Roberto Bonano, jugando la mitad de encuentros oficiales que la anterior campaña: dieciséis (once partidos de Liga, uno de Copa del Rey y cuatro de Liga de Campeones). Al término de la temporada es traspasado por cinco años al Villarreal C. F., aunque el club barcelones se reservaba una opción de recompra.

### Consolidación en Villarreal
En su nuevo destino rápidamente se hizo con la titularidad y se convirtió en uno de los puntales de un equipo, por lo que, al finalizar la temporada 2002-03 el Villarreal C. F. decidió hacerse con el 100% de los derechos del jugador, a cambio de seis millones de euros y el pase de Juliano Belletti al F. C. Barcelona.
En su segundo año en Villarreal el equipo amarillo conquistó la Copa Intertoto -primer título oficial en la historia del club-, lo que les permitió participar en la Copa de la UEFA, donde alcanzaron las semifinales en aquel año.
La temporada 2004-05, además de sumar una nueva Copa Intertoto, clasificó a su equipo para la Liga de Campeones, un éxito sin precedentes para el club castellonense, tras finalizar la liga en tercera posición. Esa temporada se destapó como un especialista en parar lanzamientos de penalti, llegando a detener siete de las nueve penas máximas que le chutaron.

### Sus años en Liverpool

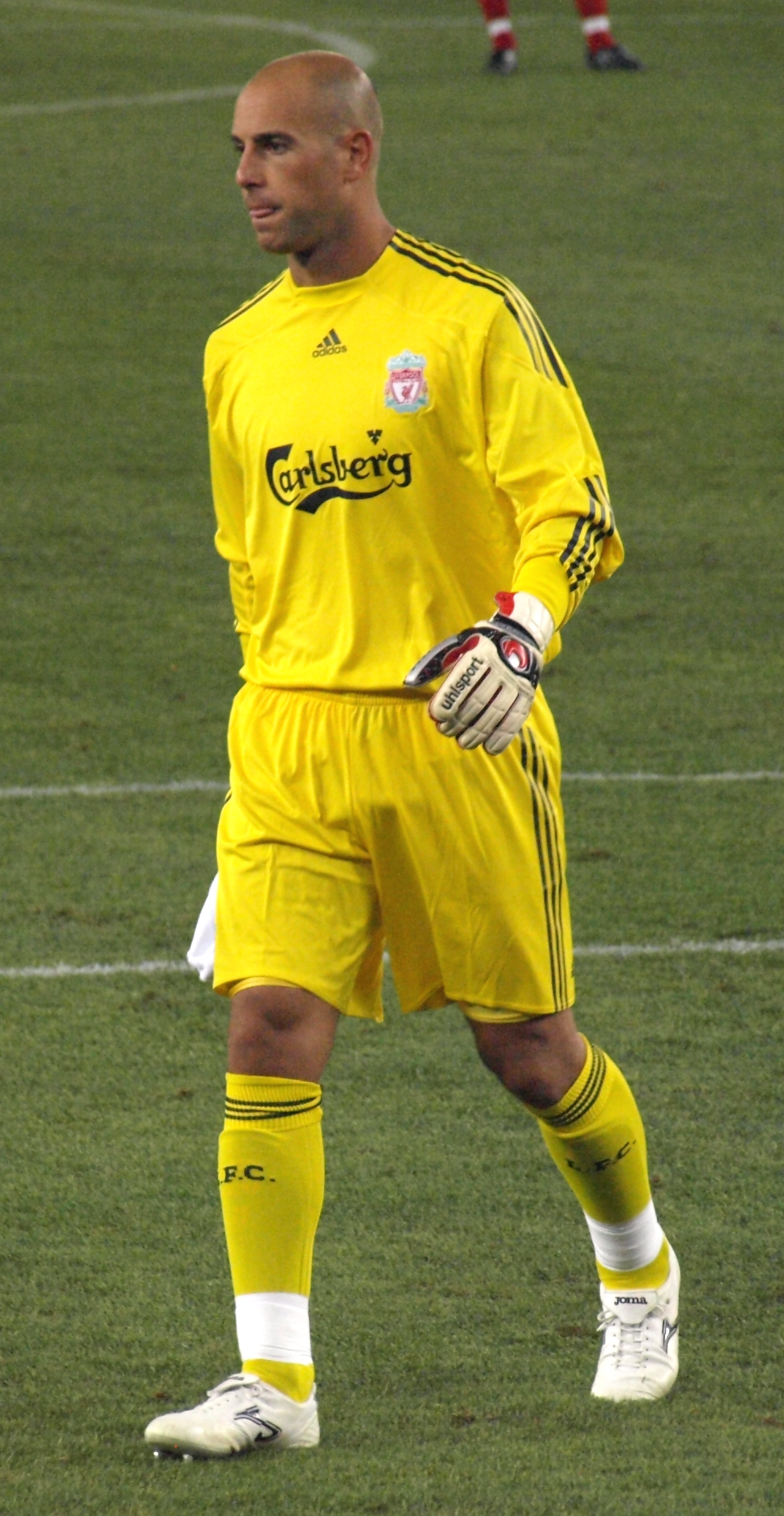
Reina con el Liverpool FC inglés.

Después de tres años de éxitos en el Villarreal, en julio de 2005 Rafa Benítez decidió ficharlo por un montante de 10 millones de euros para el Liverpool F. C. inglés, que se acababa de proclamar campeón de Europa. Pronto desplazó al banquillo al internacional polaco Jerzy Dudek, que más tarde ficharía por el Real Madrid, y que había sido uno de los protagonistas destacados de la conquista del título europeo.
En el club inglés ha establecido un récord como el guardameta que ha mantenido su portería a cero durante más minutos. En el partido de semifinales de la Liga de Campeones 2006/07 contra el Chelsea F. C., paró tres penaltis de cuatro que le tiraron. Había hecho lo mismo en la final de la Copa inglesa contra el West Ham United F. C. en la temporada 2005/06 para ganar la copa.
Reina ha disputado 395 partidos con el club, en ocho años de carrera, desde que su compatriota Rafael Benítez lo contratara en 2005.

### Etapa en Italia
El técnico del Liverpool F. C., Brendan Rodgers, confirmó el 21 de julio de 2013 la cesión por motivos económicos de Pepe Reina al S. S. C. Nápoles, entrenado por su exentrenador Rafa Benítez, poniendo fin a una etapa de ocho años en el equipo red. El español debutó con la camiseta azzurra el 25 de agosto ante el Bolonia F. C., en el partido de la primera jornada de la Serie A 2013/14; el marcador final fue de 3-0 favorable a los napolitanos. El 22 de septiembre, en el partido contra el A. C. Milan, se convirtió en el primer portero en parar un penalti a Mario Balotelli, que terminó su buena racha después de haber marcado los 21 anteriores. El 3 de mayo de 2014 se consagró campeón de la Copa de Italia tras derrotar 3:1 al A. C. F. Fiorentina.
El 5 de agosto de 2014 el portero español es fichado por el Bayern Múnich por 3 millones de euros. Si bien ganó la Bundesliga, apenas disputó tres partidos con el equipo por lo que volvió al Nápoles, esta vez como traspaso de pleno derecho del club italiano el 23 de junio. Cerró su etapa con tres temporadas en las que disputó 182 partidos. Tras ello se unió a la disciplina de la Associazione Calcio Milan, como suplete de Gianluigi Donnarumma. Llegó a disputar un total de 12 encuentros como «rossonero».
El 13 de enero de 2020 se hizo oficial su vuelta al fútbol inglés tras firmar con el Aston Villa F. C. hasta final de temporada en calidad de cedido.
Finalizado el préstamo se rumoreó sobre una posible vuelta al fútbol español para jugar en el Valencia C. F., aunque finalmente decidió seguir en Italia y fichó por la S. S. Lazio.

### Regresos a Villarreal e Italia
El 8 de julio de 2022 se confirmó su regreso al Villarreal C. F. diecisiete años después de su marcha tras firmar por una temporada. Posteriormente renovó por otro año y su segunda etapa en el club finalizó en junio de 2024 al expirar su contrato. Entonces volvió a Italia para jugar en el Como 1907.

## Retirada profesional
El 19 de mayo de 2025, en una entrevista dada a Movistar+ anunció su retirada del fútbol profesional tras 26 años de carrera , su último partido está previsto a que lo juegue en la última fecha del fútbol italiano el viernes 23 de mayo, tras lo cual iniciará inmediatamente su carrera de entrenador, un deseo que no lo escondió.

## Selección nacional

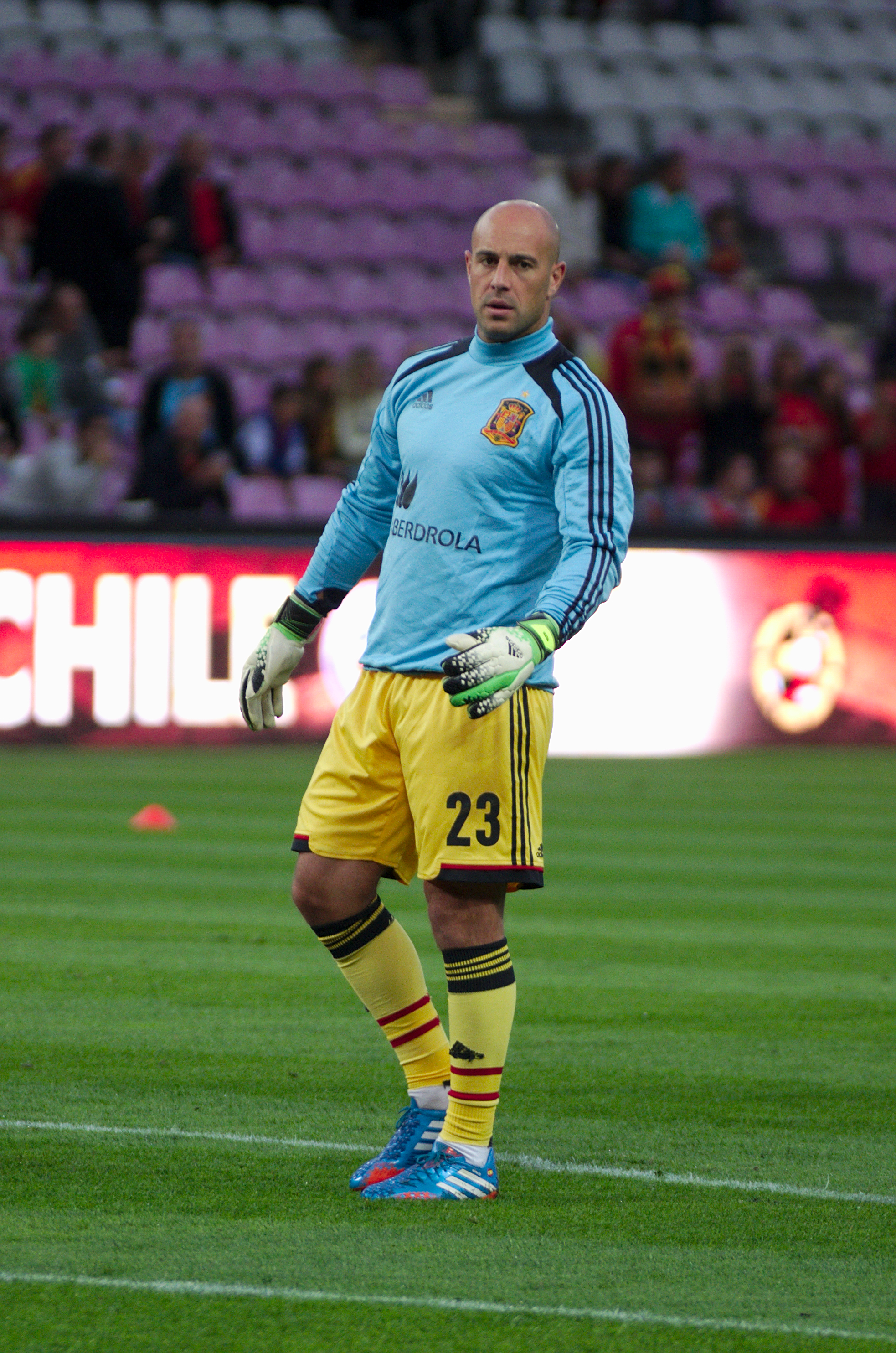
Reina entrenando con la selección española.

Antes de debutar con la selección absoluta, fue internacional en las categorías inferiores de la selección española: sub-16, sub-17, sub-18 y sub-21. Formó parte del combinado español que conquistó la Medalla de Bronce en el Mundial sub-17 de 1997.
El 17 de agosto de 2005 hizo su debut con la selección absoluta, en un partido amistoso contra Uruguay disputado en el estadio El Molinón de Gijón.
Fue uno de los integrantes del combinado nacional que participó en la Copa Mundial de 2006 y, posteriormente, en la Eurocopa 2008, donde los españoles se proclamaron campeones. En dicho torneo disputó un partido de la primera fase, ante Grecia, donde el conjunto español se impuso 1-2 a los griegos. También integró el combinado nacional que ganó la Copa Mundial de 2010, celebrada en Sudáfrica y la Eurocopa 2012, disputada en Polonia y Ucrania. También formó parte del combinado nacional en el Copa Mundial de 2014, en el que fue eliminado en la primera fase. El 21 de mayo fue convocado para participar en la Copa Mundial de 2018, siendo convocado así por cuarta vez para un mundial. Con esta convocatoria igualaba los registros de Iker Casillas, Santiago Cañizares y Andoni Zubizarreta, los otros porteros españoles que fueron convocados para disputar un mundial en cuatro ocasiones, a pesar de jugar solamente un partido en esos cuatro mundiales.

### Participaciones en fases finales
| Mundial                   | Sede              | Resultado        | Partidos |
| ------------------------- | ----------------- | ---------------- | -------- |
| Copa Mundial de 2006      | Alemania          | Octavos de final | 0        |
| Copa Mundial de 2010      | Sudáfrica         | Campeón          | 0        |
| Copa Mundial de 2014      | Brasil            | Primera fase     | 1        |
| Copa Mundial de 2018      | Rusia             | Octavos de final | 0        |
| Eurocopa                  | Sede              | Resultado        | Partidos |
| Eurocopa 2008             | Austria y Suiza   | Campeón          | 1        |
| Eurocopa 2012             | Polonia y Ucrania | Campeón          | 0        |
| Confedereaciones          | Sede              | Resultado        | Partidos |
| Copa Confederaciones 2009 | Sudáfrica         | Tercer lugar     | 1        |
| Copa Confederaciones 2013 | Brasil            | Subcampeón       | 1        |

## Estadísticas

### Clubes
Actualizado al último partido disputado el 28 de mayo de 2023.
| F. C. Barcelona "B" · España | 2.ª B         | 1999-00       | 30  | -46  | -  | -   | Inaccesibles | Inaccesibles | 30  | -46  | 1.53  |
| F. C. Barcelona "B" · España | 2.ª B         | 2000-01       | 11  | -9   | -  | -   | Inaccesibles | Inaccesibles | 11  | -9   | 0.82  |
| F. C. Barcelona "B" · España | Total club    | Total club    | 41  | -55  | 0  | 0   | 0            | 0            | 41  | -55  | 1.34  |
| F. C. Barcelona · España | 1.ª           | 2000-01       | 19  | -32  | 7  | -5  | 7            | -6           | 33  | -43  | 1.30  |
| F. C. Barcelona · España | 1.ª           | 2001-02       | 11  | -11  | 1  | -1  | 4            | -4           | 16  | -16  | 1.00  |
| F. C. Barcelona · España | Total club    | Total club    | 30  | -43  | 8  | -6  | 11           | -10          | 49  | -59  | 1.20  |
| Villarreal C. F. · España | 1.ª           | 2002-03       | 33  | -43  | -  | -   | 4            | -5           | 37  | -48  | 1.30  |
| Villarreal C. F. · España | 1.ª           | 2003-04       | 38  | -49  | -  | -   | 15           | -10          | 53  | -59  | 1.11  |
| Villarreal C. F. · España | 1.ª           | 2004-05       | 38  | -37  | -  | -   | 19           | -10          | 57  | -47  | 0.82  |
| Villarreal C. F. · España | Total club    | Total club    | 109 | -129 | 0  | 0   | 38           | -25          | 147 | -154 | 1.05  |
| Liverpool F. C. Inglaterra | 1.ª           | 2005-06       | 33  | -21  | 6  | -9  | 15           | -8           | 54  | -38  | 0.70  |
| Liverpool F. C. Inglaterra | 1.ª           | 2006-07       | 35  | -23  | 2  | -3  | 14           | -9           | 51  | -35  | 0.69  |
| Liverpool F. C. Inglaterra | 1.ª           | 2007-08       | 38  | -28  | 1  | -2  | 14           | -12          | 53  | -42  | 0.79  |
| Liverpool F. C. Inglaterra | 1.ª           | 2008-09       | 38  | -27  | 2  | -2  | 11           | -11          | 51  | -40  | 0.78  |
| Liverpool F. C. Inglaterra | 1.ª           | 2009-10       | 38  | -35  | 1  | -1  | 13           | -12          | 52  | -48  | 0.92  |
| Liverpool F. C. Inglaterra | 1.ª           | 2010-11       | 38  | -44  | 1  | -1  | 11           | -5           | 50  | -50  | 1.00  |
| Liverpool F. C. Inglaterra | 1.ª           | 2011-12       | 34  | -35  | 12 | -13 | -            | -            | 48  | -48  | 1.00  |
| Liverpool F. C. Inglaterra | 1.ª           | 2012-13       | 31  | -34  | -  | -   | 8            | -9           | 39  | -43  | 1.10  |
| Liverpool F. C. Inglaterra | Total club    | Total club    | 285 | -247 | 25 | -31 | 86           | -66          | 396 | -344 | 0.87  |
| F. C. Bayern · Alemania | 1.ª           | 2014-15       | 3   | -    | -  | -   | Inaccesibles | Inaccesibles | 3   | 0    | 0     |
| F. C. Bayern · Alemania | Total club    | Total club    | 3   | 0    | 0  | 0   | 0            | 0            | 3   | 0    | 0     |
| S. S. C. Napoli · Italia | 1.ª           | 2013-14       | 30  | -29  | 4  | -4  | 9            | -13          | 43  | -46  | 1.07  |
| S. S. C. Napoli · Italia | 1.ª           | 2015-16       | 37  | -29  | 2  | -2  | 5            | -3           | 44  | -34  | 0.77  |
| S. S. C. Napoli · Italia | 1.ª           | 2016-17       | 37  | -38  | 3  | -5  | 8            | -14          | 48  | -57  | 1.19  |
| S. S. C. Napoli · Italia | 1.ª           | 2017-18       | 37  | -29  | -  | -   | 10           | -14          | 47  | -43  | 0.91  |
| S. S. C. Napoli · Italia | Total club    | Total club    | 141 | -125 | 9  | -11 | 32           | -44          | 182 | -180 | 0.99  |
| A. C. Milan · Italia | 1.ª           | 2018-19       | 4   | -5   | 2  | -1  | 6            | -9           | 12  | -15  | 1.25  |
| A. C. Milan · Italia | 1.ª           | 2019-20       | 1   | -1   | 0  | 0   | 0            | 0            | 1   | -1   | 1     |
| A. C. Milan · Italia | Total club    | Total club    | 5   | -6   | 2  | -1  | 6            | -9           | 13  | -16  | 1.23  |
| Aston Villa F. C. Inglaterra | 1.ª           | 2019-20       | 12  | -9   | 0  | 0   | 0            | 0            | 12  | -9   | 1.5   |
| Aston Villa F. C. Inglaterra | Total club    | Total club    | 12  | -9   | 0  | 0   | 0            | 0            | 12  | -9   | 1.5   |
| S. S. Lazio · Italia | 1.ª           | 2020-21       | 29  | -41  | 1  | -3  | 7            | -12          | 37  | -56  | 1.51  |
| S. S. Lazio · Italia | 1.ª           | 2021-22       | 15  | -29  | 2  | -4  | 0            | 0            | 17  | -33  | 0.88  |
| S. S. Lazio · Italia | Total club    | Total club    | 44  | -70  | 3  | -7  | 7            | -12          | 54  | -89  | 1.51  |
| Villarreal C. F. · España | 1.ª           | 2022-23       | 22  | ?    | 3  | ?   | 7            | ?            | 32  | ?    | 0.690 |
| Villarreal C. F. · España | Total club    | Total club    | 22  | ?    | 3  | ?   | 7            | ?            | 32  | ?    | 1.51  |
| Total carrera | Total carrera | Total carrera | 692 | -655 | 50 | -52 | 187          | -166         | 929 | -873 | 1     |
| (1) Incluye datos de Copa del Rey, Supercopa de España (2000-05) / FA Cup, EFL Cup, Community Shield (2005-13) / Copa Italia (2013-19). (2) Incluye datos de Liga Europa (2000-Act.); Liga de Campeones (2001-Act.), SuperCup, Mundial de Clubes (2005-06). (3) No incluye datos de partidos amistosos. |               |               |     |      |    |     |              |              |     |      |       |

## Palmarés

### Campeonatos nacionales
| Título           | Club             | País       | Año  |
| ---------------- | ---------------- | ---------- | ---- |
| FA Cup           | Liverpool F. C.  | Inglaterra | 2006 |
| Community Shield | Liverpool F. C.  | Inglaterra | 2006 |
| Copa de la Liga  | Liverpool F. C.  | Inglaterra | 2012 |
| Copa Italia      | S. S. C. Napoli  | Italia     | 2014 |
| Bundesliga       | Bayern de Múnich | Alemania   | 2015 |

### Campeonatos internacionales
| Título              | Equipo              | Sede            | Año  |
| ------------------- | ------------------- | --------------- | ---- |
| Copa Intertoto      | Villarreal C. F.    | Villarreal      | 2003 |
| Copa Intertoto      | Villarreal C. F.    | Madrid          | 2004 |
| Supercopa de Europa | Liverpool F. C.     | Mónaco          | 2005 |
| Eurocopa            | Selección de España | Austria Suiza   | 2008 |
| Copa Mundial        | Selección de España | Sudáfrica       | 2010 |
| Eurocopa            | Selección de España | Polonia Ucrania | 2012 |

### Distinciones individuales
| Distinción                         | Año              |
| ---------------------------------- | ---------------- |
| Guante de Oro de la Premier League | 2006, 2007, 2008 |

- Medalla de Oro de la Real Orden del Mérito Deportivo, otorgada por el Consejo Superior de Deportes (2011)

## Vida privada
Aunque se siente cordobés, ciudad de la que es hijo adoptivo, nació debido a las circunstancias en Madrid. Su padre, el también futbolista Miguel Reina, había 
defendido previamente la camiseta del Atlético de Madrid durante siete temporadas.
Está casado con Yolanda Ruiz y tiene cinco hijos: Grecia, Alma, Luca, Thiago y Sira. Suele viajar a Madrid y Córdoba, donde viven sus padres.